# اشكت دراز
 اشکت دراز، قرية صغيرة تتبع البلدة المركزية (بالفارسية: بخش مركزى) من توابع مدينة بستك وتقع في محافظة هرمزغان في جنوب إيران.

## وصلات خارجية
- التقسيمات الإدارية لمحافظة هرمزغان